# Adolf Runnebaum
Adolf C. A. Runnebaum (* 31. Januar 1845 in Dörpel) war Oberförster, königlicher Forstmeister und Dozent der Geodäsie und der Waldwegebaukunde an der Forstakademie Eberswalde.

## Leben und Wirken
Adolf Runnebaum verließ 1863 die Realschule in Hannover mit dem Reifezeugnis, besuchte nach seiner forstlichen Lehrzeit (1863/64) die Forstlehranstalt in Eisenach (1864–1866) und studierte danach zwei Semester an der Universität Greifswald (1866/67). Er bestand 1870 das Oberförster-Examen, wurde 1871–1874 mit Forstvermessungs-, Abschätzungs-, Wegenetz- und Einteilungsarbeiten im Regierungsbezirk Kassel, im Frühjahr 1874 im Forsteinrichtungsbüro in Berlin beschäftigt. Er trat am 1. Mai 1874 trat eine Stelle als Oberförster-Kandidat und Hilfslehrer an der Forstakademie Freienwalde an und erteilte dort den Unterricht in der Geodäsie, in der Wegebaukunde und im Planzeichnen. Er wurde im Februar 1876 zum Oberförster ernannt. Ab 1877 war er mit der Verwaltung der Oberförsterei Freienwalde beauftragt.
Eines seiner wichtigsten Lehrbücher wurde 1886 mit 47 detaillierten Zeichnungen und 12 Schwarz-Weiß-Tafeln zum Thema Waldeisenbahnen veröffentlicht.

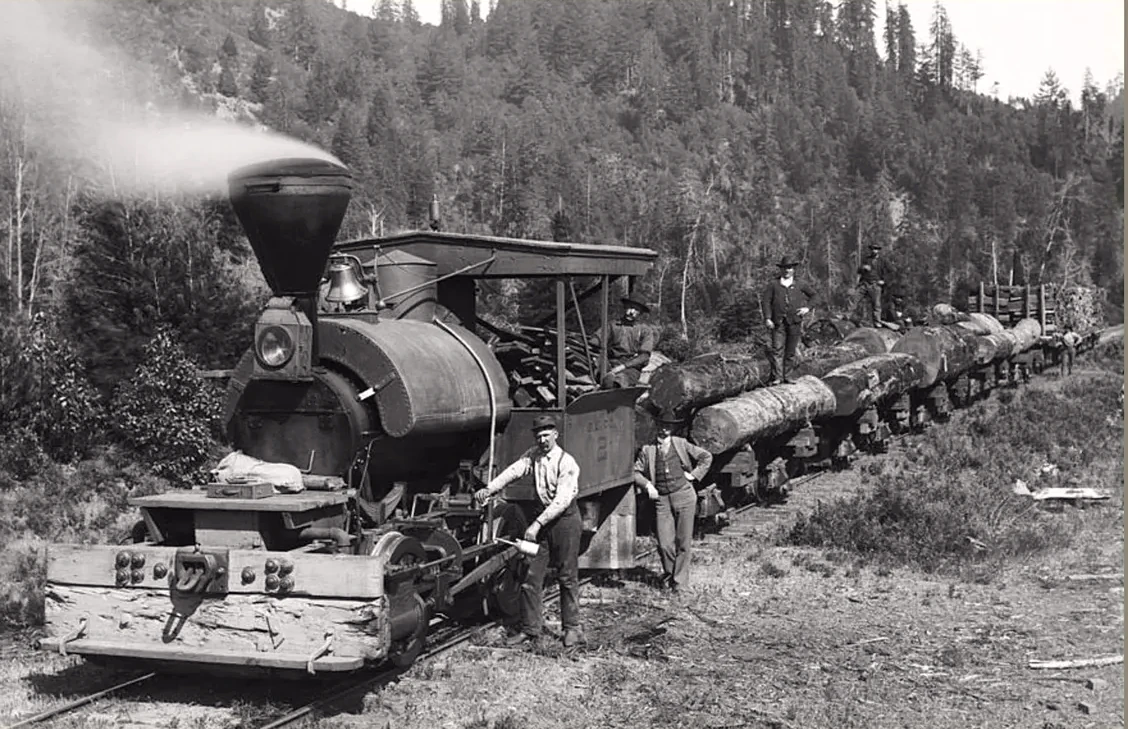
Reiseeindrücke aus Nord-Amerika: Satteltank-Dampflok einer Waldbahn

1895 berichtete er über seine forstwirtschaftlichen Reiseeindrücke aus Nord-Amerika und die Weltausstellung in Chicago (1. Mai bis 30. Oktober 1893).